# هيرب إبرامسن
هيرب إبرامسن (بالإنجليزية: Herb Abramson)‏ هو منتج أسطوانات وملحن أمريكي، ولد في 16 نوفمبر 1916 في نيويورك في الولايات المتحدة، وتوفي في 9 نوفمبر 1999 في هندرسون في الولايات المتحدة.

## وصلات خارجية
- هيرب إبرامسن على موقع IMDb (الإنجليزية)
- هيرب إبرامسن على موقع الموسوعة البريطانية (الإنجليزية)
- هيرب إبرامسن على موقع ميوزك برينز (الإنجليزية)
- هيرب إبرامسن على موقع ديسكوغز (الإنجليزية)
- هيرب إبرامسن على موقع قاعدة بيانات الفيلم (الإنجليزية)